# Ona-Šelk'nám
Ona-Šelk'nám (Južni Onasi; Shelknam, Shelk-nam, Shelk'nam, Selknam, Selcnam, Selk'nám), južna skupina Ona Indijanaca čiji se teritorij nalazio u šumovitim krajevima južno od rijeka Rio de Fuego i Rio Grande, na otoku Tierra del Fuego u Argentini i Čileu. Po kulturi i dijalektu razlikovali su se od sjevernih Onasa, Onakojuká. Ime ove skupine, Selk'nám, ponekad se koristi za sve Onase.

## Vanjske poveznice
- About the Ona Indian Culture in Tierra Del Fuego  Arhivirana inačica izvorne stranice od 14. lipnja 2015. (Wayback Machine)